# جوزپه پیاتسی
جوزپه پیاتسی (به ایتالیایی: Giuseppe Piazzi) ‏ اخترشناس ایتالیایی

## زندگی
وی در ۱۶ ژوئیهٔ ۱۷۴۶ در ایتالیا چشم به جهان گشود. در هنگامیکه بسیار جوان بود به میلان رفت و وارد فرقه تئاتی شد. او از راهیان و کشیشان و روحانیون ایتالیا بود. او تحصیلات خود را در فلسفه ادامه داد و در فلسفه و ریاضیات درجهٔ دکترا را گرفت. وی مامور شد تا رصدخانه‌هایی را در ناپل و پالرمو ایجاد کند بنابراین به انگلستان و فرانسه سفر کرد تا از رصدخانه‌های آنها دیدن کند و سپس رصدخانه‌های ایتالیا را بسازد او رصدخانه‌هایی در پالرمو ساخت و به رصد ستارگان پرداخت.

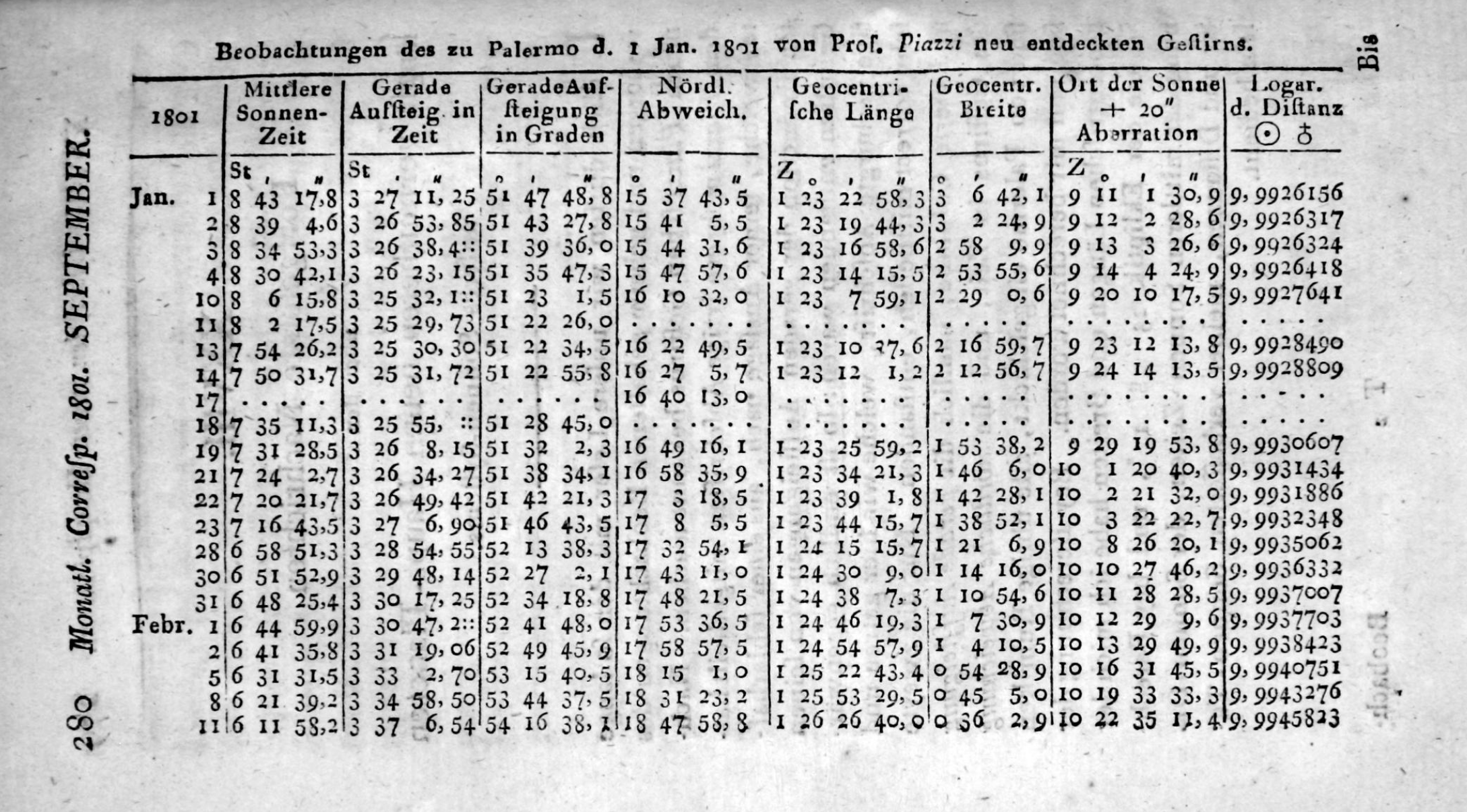

او چنان با پشتکار به کار خود ادامه داد که در سال ۱۸۱۴ نقشه‌ای از ۷۶۴۶ ستاره را تهیه کرد. رصدخانه پالرمو گشایش یافت و پیاتسی به ریاست آن انتخاب شد او در هنگام رصد آسمان ستاره کم نوری را کشف کرد همچنین او در سال ۱۸۰۱ ستاره تازه‌ای را کشف کرد که ۷ روز بعد متوجه شد که موضع آن کاملاً تغییر یافته‌است.پیاتسی با دقت و حوصله زیاد مسیر آن را دنبال کرد وی آنچه را که رصد کرده بود به اطلاع رساند اما پیش از این که مسیر آنرا مشخص کند بیمار شد و بعد از آن چون سیاره نزدیک به خورشید شده بود رصد آن ممکن نبود.پیاتسی در پالرمو کتابی دو جلدی به نام درسهای مقدماتی اخترشناسی را چاپ کرد.قبل از آن نیز کتابی را منتشر کرده بود که در آن موضع متوسط ۷۶۴۶ ستاره را فهرست کرده بود با انتشار این کتاب از انستیتو فرانسه جایزه‌ای به پیاتسی داده شد.او در ژوئیه ۱۸۲۶ در ناپل و در اثر یک بیماری حاد در گذشت.